# Wilhelm Grube
Wilhelm Grube (født 17. august 1855 i Sankt Petersburg, død 2. juli 1908 i Berlin) var en tysk sinolog.
År 1880 blev han dr.phil. i Leipzig. Han arbejdede siden som konservator og museumsmand i Sankt Petersburg og Berlin, hvor han 1892 blev ekstraordinær professor i kinesisk og manchuisk grammatik. 
Gruber offentliggjorde blandt andet Die sprachgeschichtliche Stellung des Chinesischen (1881), Die Sprache und Schrift der Jucen (1896), Pekinger Totengebräuche (1898), Zur Pekinger Volkskunde (1901), Geschichte der chinesischen Litteratur (1902). 